# Ca de Bou

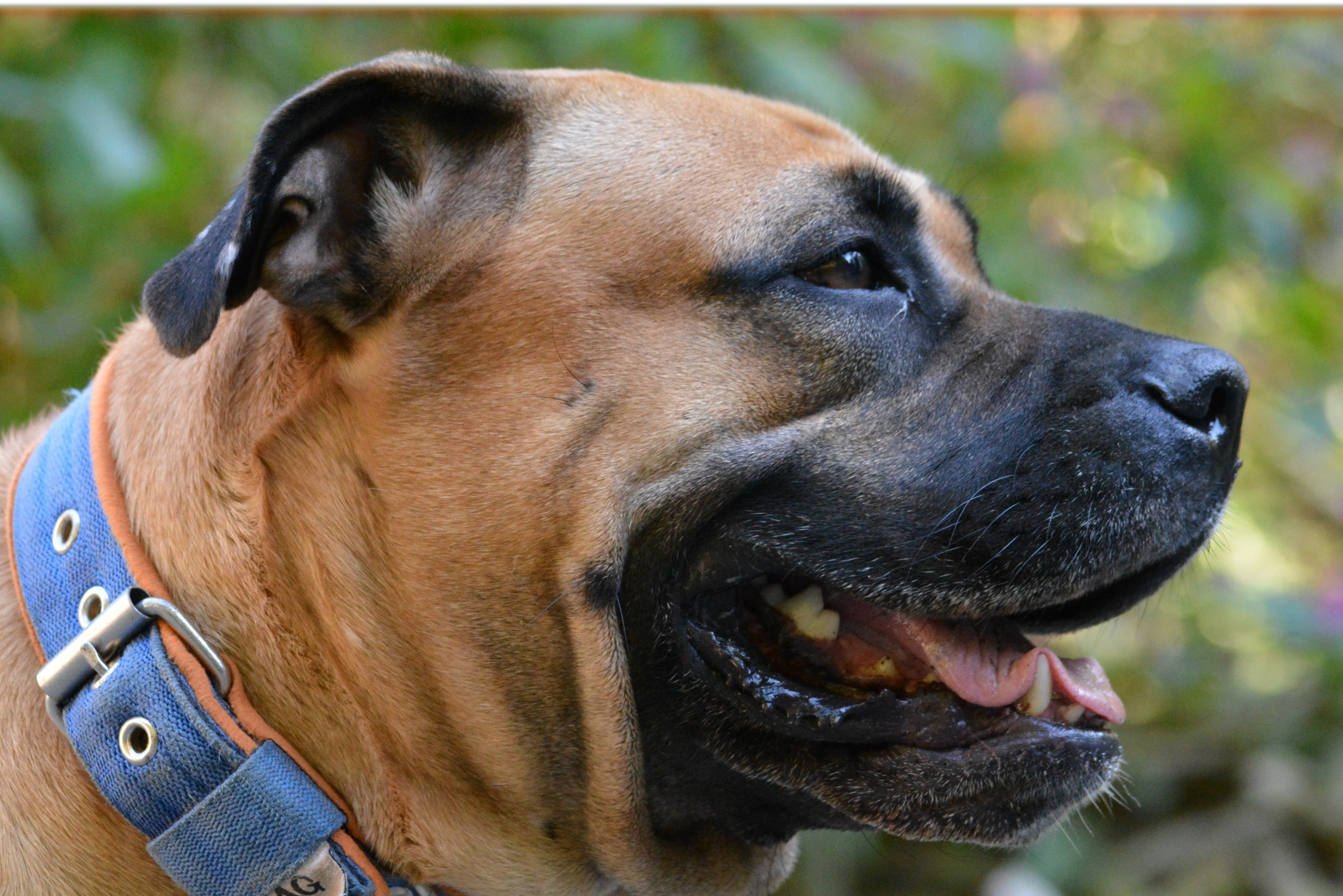
Gaya, femelle dogue de Majorque.

Chien de type molossoïde, le Ca de Bou ou Dogue de Majorque est un chien de gabarit moyen, à la corpulence forte et épaisse. La tête est très développée, notamment chez le mâle. La race connait un renouveau depuis les années 1980-1990 et se développe doucement à travers l'Europe.

## Histoire
Ca de Bou signifie chien à taureau en Catalan, une formation nominale identique à celle du Bulldog en anglais. En effet, la race servait à attraper le taureau par le mufle lors de l'abattage, en vue de l'immobiliser (les moyens de contentions que nous connaissons à l'heure actuelle n'étant pas présents autrefois).
Le Dogue Majorquin est né de croisements entre des molosses amenés par les espagnols (chiens de prise Alains Ibériques) lors de la conquête de Majorque, croisés avec des chiens de berger autochtones de l’île (Ca de Bestiar entre autres). Plus tard, lorsque les Anglais débarquèrent sur l'île, en vue de se distraire, ils organisèrent des combats de chien ou bien des combats entre chien et taureau (bull beating) mais leurs bulldog (pas ceux que nous connaissons actuellement mais leurs ancêtres plus haut et plus athlétiques) étant peu performant sous la chaleur, ils les croisèrent avec l'ancêtre du dogue de Majorque pour créer la race que nous connaissons actuellement (malgré d'autres apports d'autres races au fur et à mesure des années).
En France, l'année 2013 marque avec ses 181 naissances

## Autres noms
- Perro Dogo Mallorquín
- Dogue de Majorque
- Dogue Majorquin
- Chien de Combat Majorquin : premier nom par lequel la race a été reconnue à la SCC
- Perro de presa Mallorquín : littéralement "chien de prise mallorquin"

## Classification FCI
Groupe II
- Section 2 :
  - no 249

Le premier standard est rédigé en 1932. En 1964 la FCI a approuvé son prototype racial et connait officiellement la race internationalement.

## Aspect général
Chien de prise puissant de taille moyenne et agile. C'est le plus petit des dogues reconnu par la FCI.
Typiquement  molossoïde, il est de taille moyenne, légèrement allongé, fort et lourd. La différence entre les sexes est marquée, surtout en ce qui concerne la tête qui est plus volumineuse chez le mâle que chez la femelle.

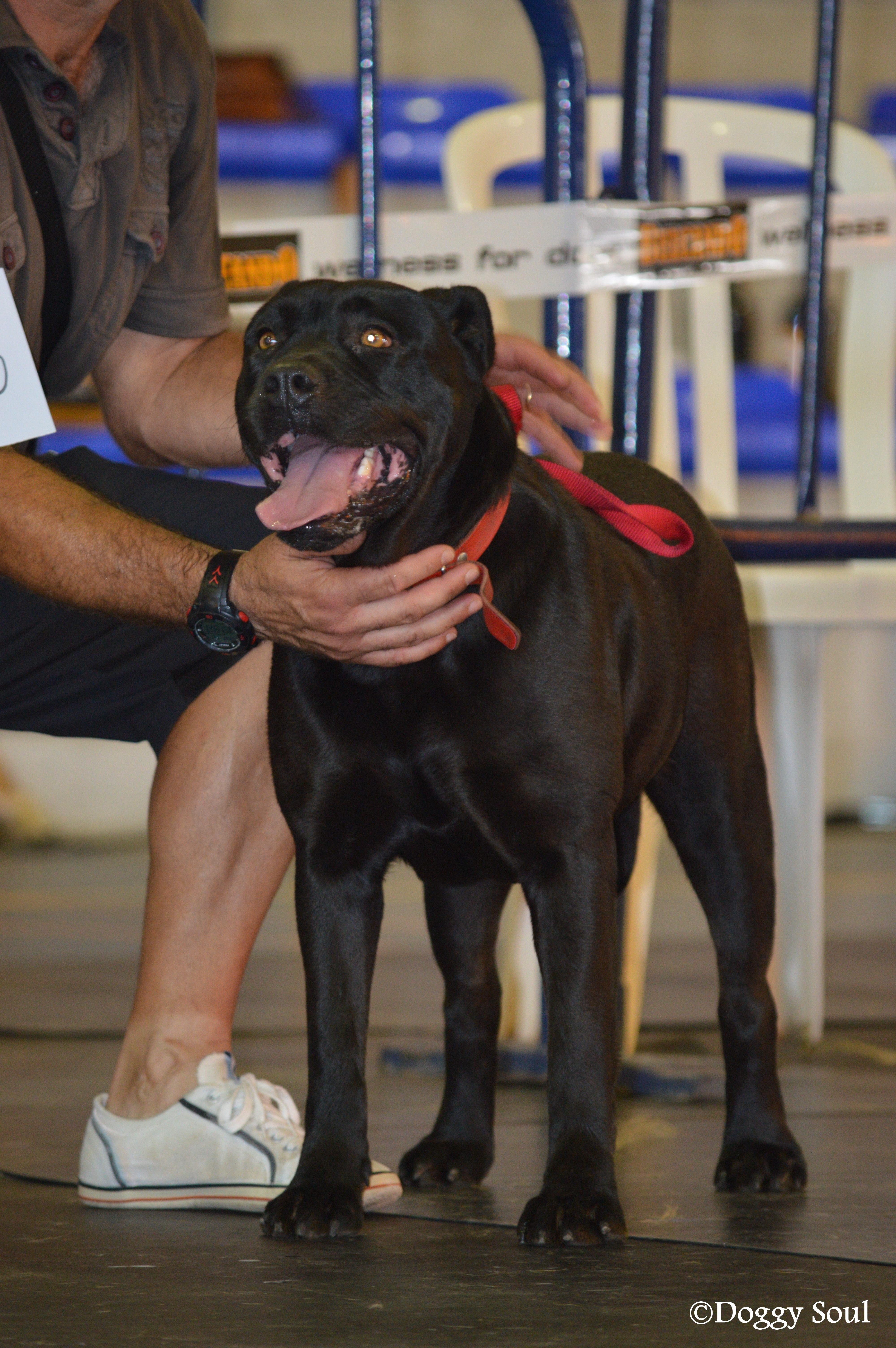
Ca De Bou noir.

### Couleur
La couleur préférée est la robe bringée. Les autres couleurs sont le fauve et le noir. En bringée on préfère les tons obscurs et dans les fauves les tons intenses. Les taches blanches sont admises et tolérées jusqu’à un maximum de 30 % de la surface du corps.
Le museau noir est admis.

## Utilisation

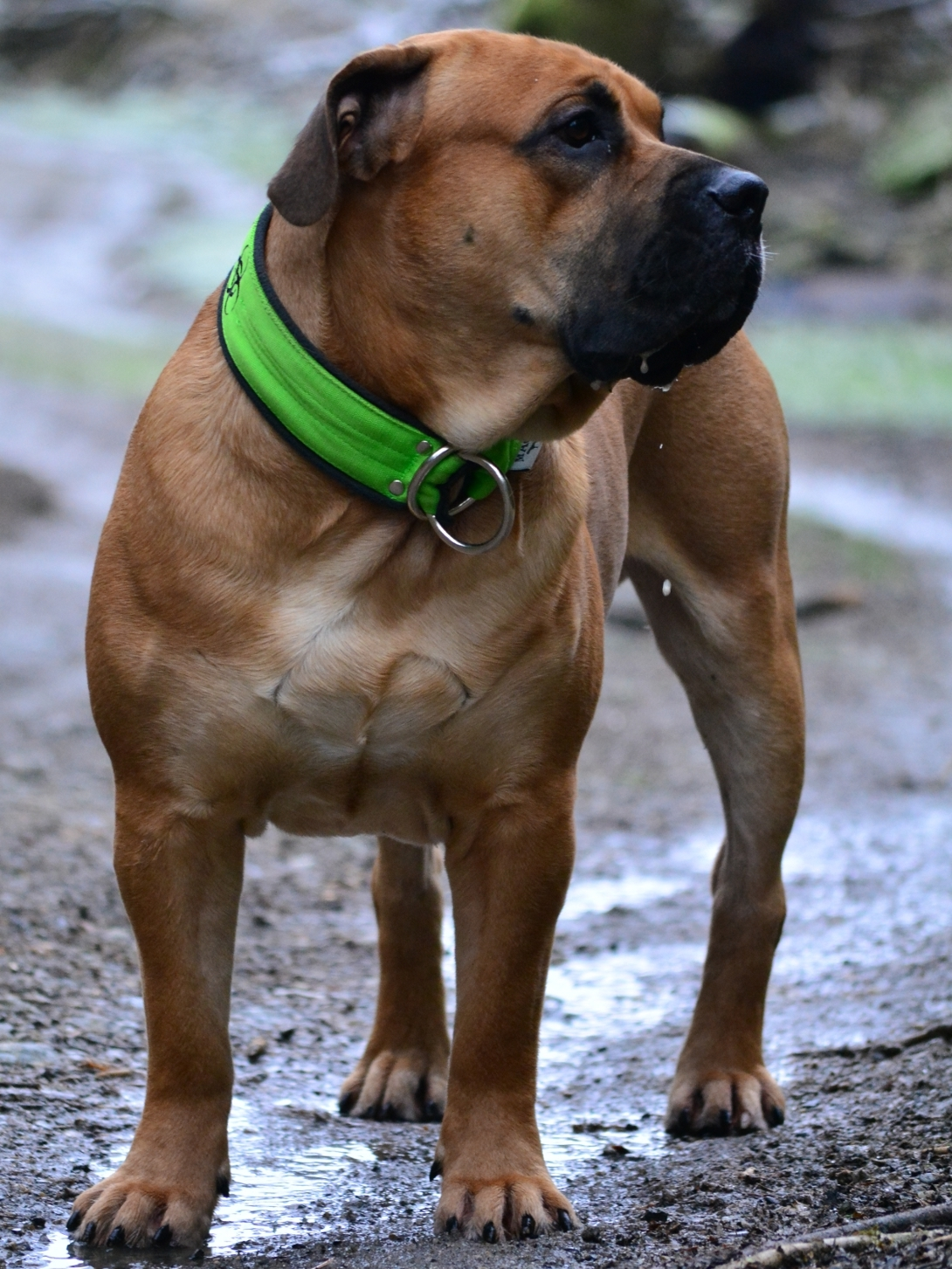
Ca de Bou Fauve.

Actuellement dans nos sociétés occidentales, il se dévoue à la tâche de chien de garde et de défense. Anciennement il était un chien auxiliaire de boucherie. En effet, les moyens de contention du bétail en vue de leur abattage, n'étaient pas celles que nous connaissons et le boucher devait se débrouiller pour abattre l'animal avec un couteau et des cordages. Le chien de boucherie permettait de maintenir le bétail immobile en lui mordant le museau.
Plus anciennement encore et jusque très récemment le Dogue de majorque était utilisé pour les combats de chiens. Cet atavisme au combat est encore marqué chez certains sujets.
C'est également un excellent chien de compagnie, idéal comme première acquisition de molosse ou même de chien, car même si la cohabitation avec les congénères peut être hasardeuse, c'est une race soumise à l'homme et en particulier sa famille.

## Caractère
C’est un chien paisible qui aboie peu, très affectueux et fidèle avec ses maîtres pour qui il voue une admiration sans failles. De caractère équilibré ce qui fait de lui un agréable chien de famille. C’est un chien très obéissant et un excellent gardien, sûr de lui, dissuasif avec les étrangers et sans aucune agressivité gratuite.
Son éducation doit être ferme mais en douceur, il faudra veiller à bien le sociabiliser envers la gent canine pour éviter tout accident lors d'une éventuelle fugue.
Il peut se montrer sensible ou réactif envers ses congénères du même sexe, particulièrement entre mâles.

## Soins et santé
C’est un chien à poil court, un simple brossage hebdomadaire suffit. Rustique, il supporte bien les intempéries à partir du moment qu'il a atteint le stade adulte. La dysplasie se rencontre fréquemment :  un travail est en cours de par l'Europe en vue de l'amélioration de la condition ostéo-articulaire sur ce niveau.
Certaines lignées à museau court peuvent présenter des voiles du palais ou des sténoses des narines. Cependant un chien dans le standard (non en hypertype) aura le museau de suffisamment bonne longueur pour ne pas être touché.
Ayant l'arrière main plus haute que le garrot, le dogue de majorque en croissance possède des ligaments plus fragiles au niveau des genoux. Cependant si aucun effort violent n'est réalisé en croissance et si le chien est suffisamment échauffé, le risque est très réduit.

## Sélection
La race a été recréée dans les années 1950 à partir de 2 chiens : TITO et ANASTASIA. L'oncle et sa nièce ont été accouplés à de nombreuses reprises entre eux, puis leurs descendants ont été mariés entre eux ou avec des chiens à pedigree vierge dont on ne connaît pas vraiment les origines.
C'est à ce moment que la race a commencé à s'exporter de par le monde, des États-Unis jusqu'en Russie. Plusieurs chiens sans pedigree ont été ajoutés dans les lignées pour étoffer le cheptel et diminuer la consanguinité de départ très importante. En Europe de l'est certains pedigree ont été falsifiés pour permettre l'ajout d'autres races comme le bulldog anglais, bullmastiff, boerboel, labrador, canario, etc. Le faciès des lignées notamment en Pologne s'en est trouvé très typé et très distinct de la sélection réalisée en Espagne ou à Porto Rico.

## Évolution des Naissances en France
La Société Centrale Canine qui gère les pédigrée en France donne chaque année le nombre d'inscriptions au pedigree de toutes les races en France. Voici les chiffres en termes de naissance pour le Dogue de Majorque :
| Année      | 2017 | 2016 | 2015 | 2014 | 2013 | 2012 | 2011 | 2010 | 2009 | 2008 | 2007 | 2006 | 2005 | 2004 | 2003 | 2002 | 2001 | 2000 | 1999 | 1998 | 1997 | 1996 | 1995 |
| ---------- | ---- | ---- | ---- | ---- | ---- | ---- | ---- | ---- | ---- | ---- | ---- | ---- | ---- | ---- | ---- | ---- | ---- | ---- | ---- | ---- | ---- | ---- | ---- |
| Naissances | 262  | 245  | 212  | 229  | 181  | 131  | 83   | 74   | 50   | 47   | 20   | 11   | 17   | 32   | 2    | 15   | 7    | 0    | 14   | 0    | 0    | 48   | 10   |

On remarque que même si le dogue de Majorque a été reconnu en 1964, il aura fallu attendre 1995 pour voir apparaître les premiers sujets en France et ce n'est que depuis 2006 que la race connait une croissance continue en termes de naissance.

## Nouveau Standard
Depuis 2001, un nouveau standard a été adopté par l'Espagne, et est en cours d'approbation par la FCI. D'ici 2020 le standard devrait alors être légèrement différent, tendant à décrire les chiens espagnols, moins typés que les chiens d'Europe de l'Est.